# Centrophorus granulosus
El quelvacho (Centrophorus granulosus), conocido en algunos puertos del norte de España como lija babosa es una especie de tiburón localizado al norte del golfo de México, el Atlántico oriental (de Francia al Zaire), y las costas de Madagascar, Aldabra y Honshu.

## Morfología
Tiene la cabeza cónica, el morro corto y la boca un poco arqueada. Tiene ojos verdes luminiscentes. Una fuerte espina precede a las dos aletas dorsales. Ausencia de aleta anal. El extremo posterior de las pectorales acaba en punta. Los dientes poseen una sola cúspide, imbricada y aguda en la mandíbula superior y baja y abatida en la inferior. 
Los ejemplares jóvenes presenta coloración grisácea con tonos vinosos , especialmente en las aletas ribeteadas blancas, y vientre blanco. Los ejemplares adultos son de color gris-marrón oscuro uniforme.
Suele medir unos 150cm. aunque la talla máxima registrada corresponde a 160 cm en macho, y 145 cm en hembra.

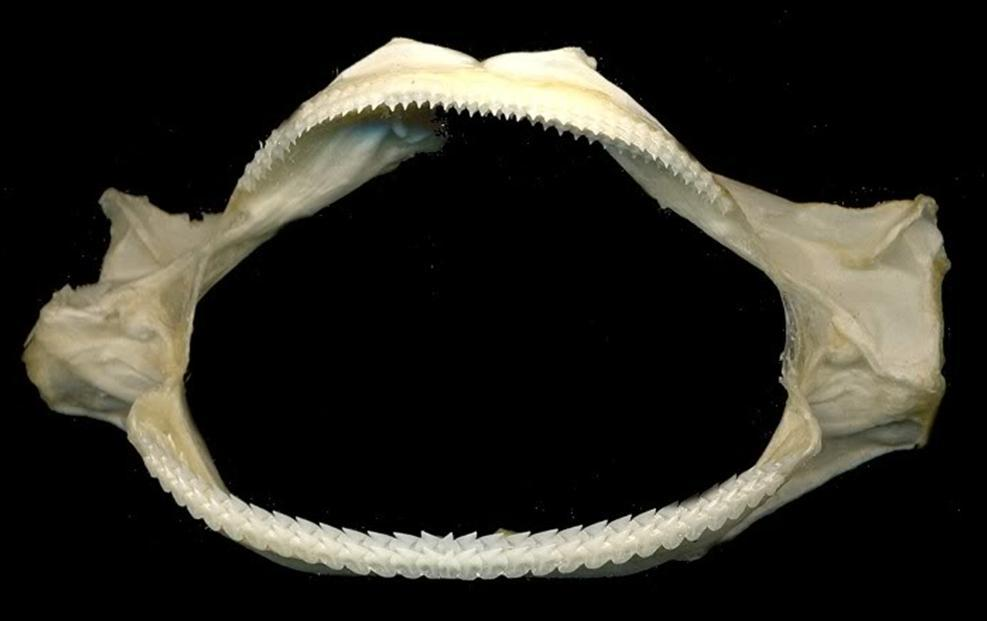
mandíbula del quelvacho.

## Hábitat
Tiburón solitario de aguas profundas continentales y de la zona del talud continental, viviendo habitualmente a más de 200 m de profundidad. Está especie también puede ser mesopelágica

## Reproducción
Es ovovivíparo aplacentario. Las crías nacen con unos 30-40cm de longitud.

## Pesca
Al igual que otras especies de tiburones de aguas profundas, se captura con palangre de fondo. Su pesca se debe principalmente a que el aceite de su hígado es muy apreciado para la fabricación de productos cosméticos. Su carne después de ser pelada, se puede consumir. Actualmente y debido a la sobrepesca y a que es una especie de crecimiento lento (lo cual hace que las poblaciones tarden mucho en recuperarse) se ha prohibido su pesca en todo el Cantábrico